# Estanh deth Cap deth Pòrt
L’ Estanh deth Cap deth Pòrt és un llac dins el municipi de Naut Aran (Vall d'Aran) a la zona periférica del Parc Nacional d'Aigüestortes i Estany de Sant Maurici. El llac, d'origen glacial, es troba a 2.228 m d'altitud y drena cap a l'Estany de la Restanca. Cal remarcar al seu voltant: el Tuc de Monges (S), el Coret d'Oelhacrestada (S-E) i el Montardo (E).
Per les ribes de l'Estanh deth Cap deth Pòrt passa el GR 11 coicidint amb l'etapa de la travessa Carros de Foc que uneix els refugis Joan Ventosa i Calvell i de la Restanca.